# Prazepam
Prazepam is een geneesmiddel behorend tot de groep van de benzodiazepinen. Het geneesmiddel is een prodrug met desmethyldiazepam als actieve metaboliet. Het is een langwerkend benzodiazepine met aan therapeutische dosis voornamelijk een anxiolytische werking. 

## Effecten
Net zoals de andere benzodiazepinen heeft de stof de volgende werkingen:
- vermindering van angst (anxiolyticum)
- vermindering van spanning
- maakt slaperig
- kalmerend effect
- spierontspannend (gevaar voor vallen bij bejaarden)

## Dosering
De dosis wordt steeds individueel door de arts bepaald. Een normale dagdosis situeert zich tussen 10 en 60mg, eventueel in verspreide giften.

## Bijwerkingen
De belangrijkste bijwerkingen zijn gelijkaardig met die van andere benzodiazepines: sufheid, spierverslapping, slaperigheid. Deze effecten worden versterkt door het gebruik van alcohol. Men dient er rekening mee te houden dat dit middel de concentratie ongunstig beïnvloedt: voorzichtigheid bij autorijden, het bedienen van machines, en andere zaken waarbij men zich goed dient te concentreren, is geboden. Met name voor ouderen geldt dat zij beter een korter werkend middel zouden moeten gebruiken in verband met het hogere risico op verkeersongelukken.

## Zwangerschap
Gedurende de hele zwangerschap en bij borstvoeding is het gebruik van prazepam af te raden.